# Sinogold Junxing
Sinogold Junxing – elektryczny samochód osobowy klasy kompaktowej produkowany pod chińską marką Sinogold w latach 2022–2024.

## Historia i opis modelu

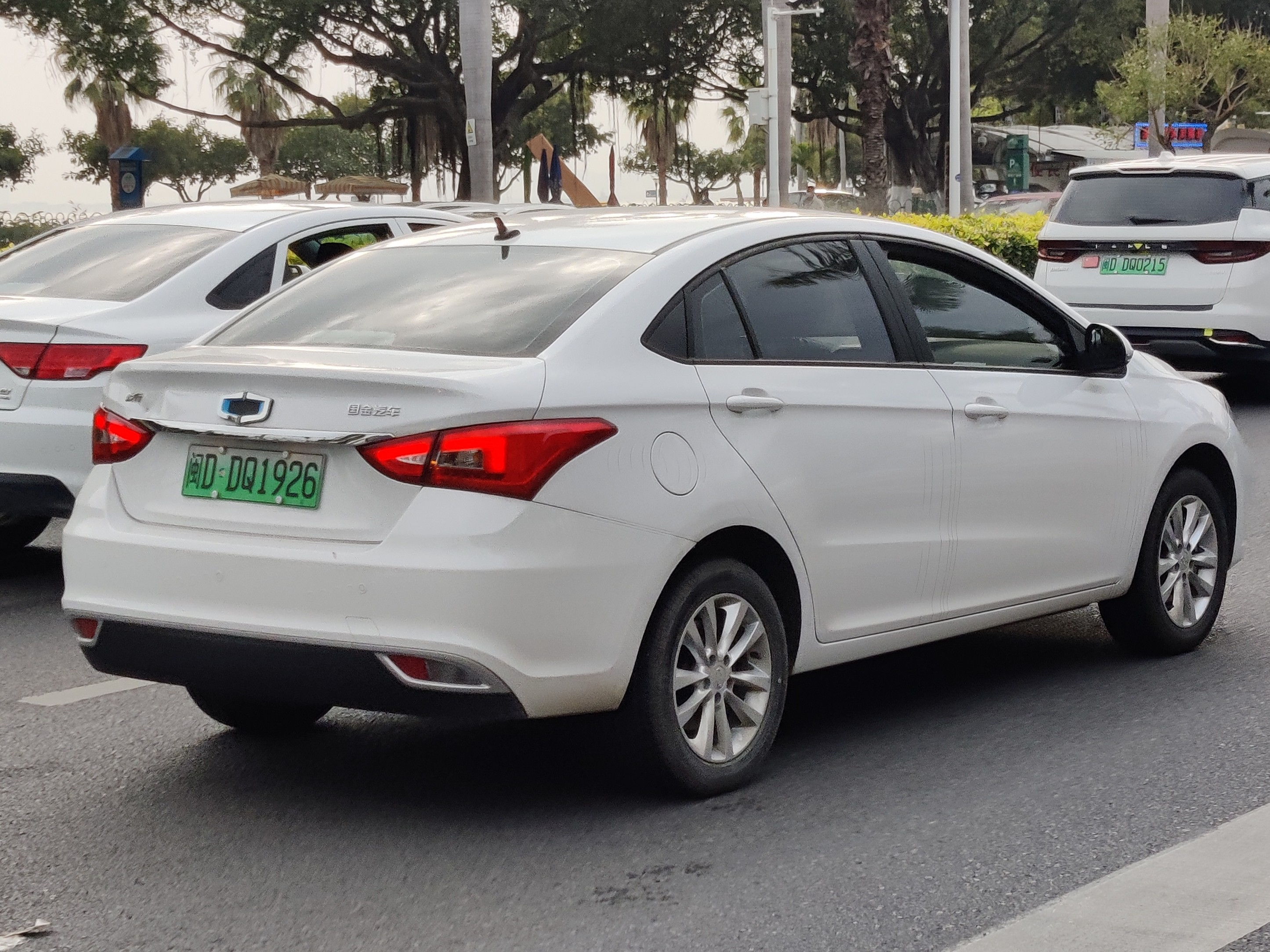
Sinogold Junxing - tył

W połowie 2022, w oparciu o licencję udzieloną przez chiński koncern Chery, niewielkie przedsiębiorstwo Sinogold powiększyło po 4 latach swoją ofertę dotychczas tworzoną przez tylko jeden model, GM3. Został nim kompaktowy sedan Junxing, będący bliźniaczą wersją Chery Arrizo 5e.
Pod kątem wizualnym samochód odróżnił się innym wypełnieniem imitacji osłony chłodnicy, z dużym logo producenta. Inny kształt nadano także przedniemu zderzakowi, na czele z autorskim projektem świateł przeciwmgielnych. Kabina pasażerka zachowała minimalny, podstawowy zakres wyposażenia, wyróżniając się przez to m.in. analogowymi zegarami i brakiem ekranu systemu multimedialnego.

### Sprzedaż
Samochód powstał z myślą głównie o wewnętrznym rynku chińskim, wzbogacając ofertę Sinogold w połowie 2022 roku głównie z myślą o chińskich korporacjach taksówkarskich. W grudniu 2023, jako pierwszy pojazd marki Sinogold, Junxing trafił do sprzedaży i lokalnej produkcji w Iranie, do której oddelegowano lokalne przedsiębiorstwo SAIPA.

### Dane techniczne
Sinogold Junxing jest samochodem w pełni elektrycznym, do którego napędu przeznaczono zasilający przednią oś 163-konny silnik. Producent nie przedstawił szczegółów nt. pojemności akumulatora oraz oferowanego zasięgu maksymalnego na jednym cyklu ładowania.